# Gérüón

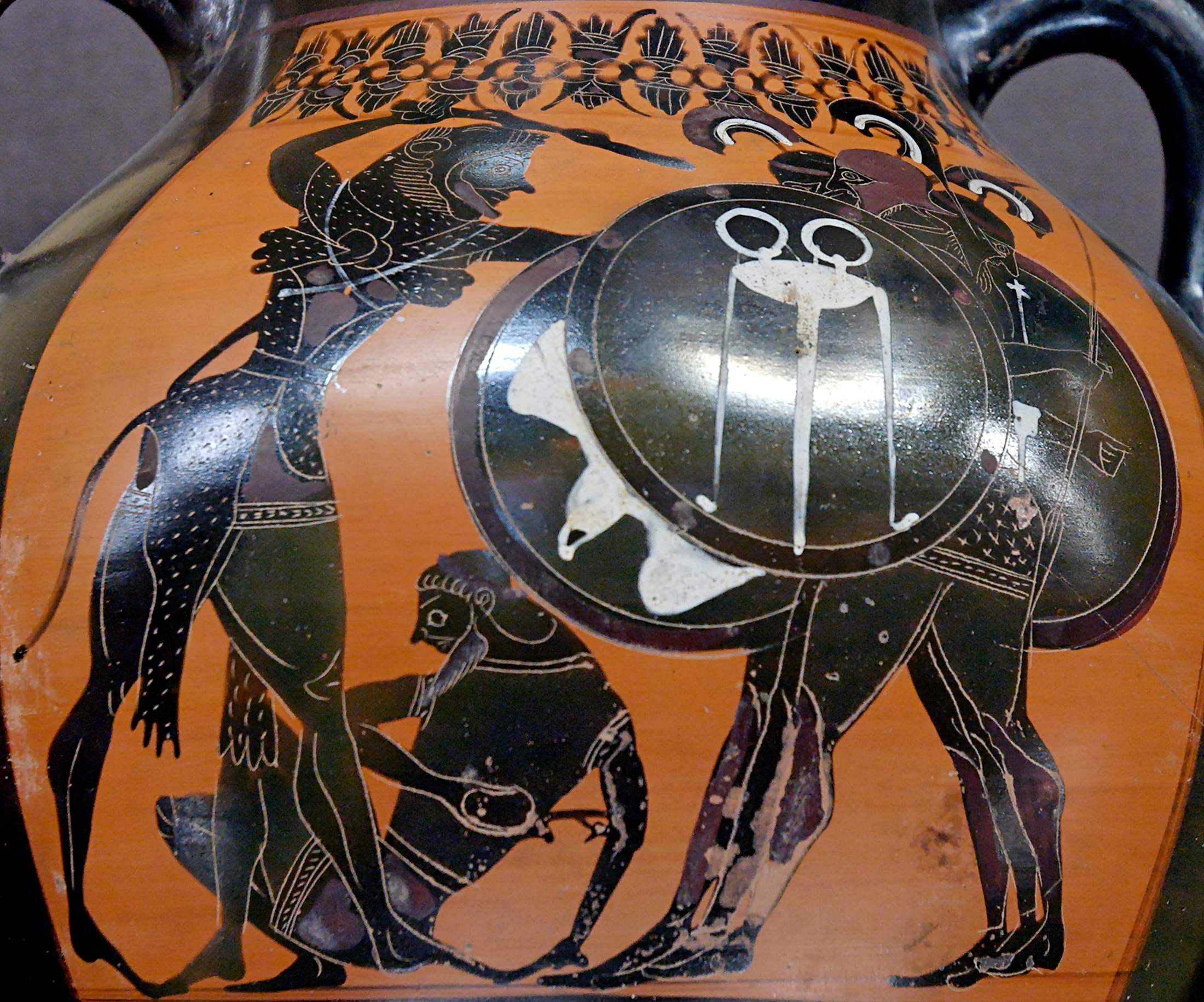
Héraklész legyőzi Gérüónt (Kb. Kr. e. 540-ből származó váza)

Gérüón (görögül: Γηρυών vagy Gérüonész, latinosan Geryon) a görög mitológiában egy óriás szörnyeteg, a Gorgó véréből született Khrüszaór és Kallirhoé ókeanisz fia; Erütheia szigetén lakozott, messze nyugaton (valószínűleg ebből ered a sziget neve: „vörös”, vagyis ahol leszáll az alkony). Gerüón tulajdonképpen hármas sziámi iker, három feje, három teste volt, ezek derékban és az ágyéknál összenőttek, de a comboknál ismét szétváltak és hat lába volt. Marhacsordája bíborszínű és Erütión csordás őrizte, akinek Tüphón és Ekhidna egyik sarja, Orthosz, a kétfejű kutya segített.
Héraklész útközben Héliosztól kapott egy csodaserleget, majd Libüa és Európa határánál Héraklész oszlopainak felállítása után elhajtotta Gérüón csordáját, miután megölte a barmok őrzőit. Gérüón utána eredt, de Héraklész legyőzte, ezután a serlegbe hajtotta a csordát és visszatért Mükénébe – ez volt Héraklész tizedik munkája. A történet összefügg az Odüsszeiával is, mivel Kharübdisz nimfa azért vált szörnyeteggé, mert e különleges marhacsorda egy állatából evett és Zeusz átváltoztatta.